# Vincent i Theo
Vincent i Theo (ang. Vincent & Theo) – dramat biograficzny z 1990 roku w reżyserii Roberta Altmana.

## Obsada
- Tim Roth jako Vincent van Gogh
- Paul Rhys jako Théodore van Gogh
- Jip Wijngaarden jako Sien Hoornik
- Johanna ter Steege jako Jo Bonger
- Wladimir Yordanoff jako Paul Gauguin
- Jean-Pierre Cassel jako dr Paul Gachet
- Bernadette Giraud jako Marguerite Gachet
- Jean-François Perrier(inne języki) jako Léon Boussod
- Jean-Pierre Castaldi(inne języki) jako Père Tanguy